# Римски путеви
Римски путеви су представљали важан део развоја римске државе, од око 500. године п. н. е. до раздобља проширења под Републиком и Царством.
Они су Римљанима омогућавали кретање војних снага и трговаца (и добара с њима), као и преношење вести. Укупно, римски путеви били су дугачки преко 400.000km, од чега је преко 80.500km било поплочано.
На врхунцу моћи, ка и из Рима је водило најмање 29 великих војних путева. Чак и кад услови нису били повољни, Римљани су у брдима правили дубоке јаруге које су касније попуњавали. Када је Римско царство имало 113 провинција, великих путева је било 372. Само у Галији, изграђено их је 21.000km, а у Британији око 4.000km.
Римљани су у изградњи путева, који су се називали вија (лат. via) — реч данас у употреби као синоним за путем — с времном постали веома вешти. Ти путеви су били намењени превозу материјала и робе, а била је дозвољена употреба возила (на пример, кола која вуче стока). Вије су се разликовале од обичних и мањих земљаних путева.
Мрежа римских путева била је важна за одржавање стабилности и ширење Царства. Легије су их успешно користиле, а они опстали се користе и данас, више од миленијум и по касније. У касној антици, међутим, ти путеви су произвели контраефекат, јер су олакшавали продор варвара у дубину Царства.